# Inhibición lateral
La inhibición lateral es un fenómeno muy extendido por el cual una célula inhibe a otra adyacente ya sea en su diferenciación, crecimiento o actividad.
Este fenómeno se lleva a cabo por la ruta de señalización Notch, que media interacciones célula-célula.
La célula inhibidora va a expresar unas proteínas de membrana: Delta, Jagged o Serrete. Estas van a ser ligando del receptor de membrana Notch, presente en las membranas de la mayoría de las células.
Esta interacción provoca un cambio conformacional en Notch, que lleva al movimiento del dominio citoplasmático de esta, que es cortada por la proteasa Presennilina I. 
La porción escindida se transloca al núcleo, donde se va a unir a factores de transcripción de la familia CSL. Esta unión va a permitir que los CSL interaccionen con sus dianas génicas y las activen.
Se piensa que esta activación promueve el reclutamiento de histonacetiltransferasas, y con ello la descompactación de la cromatina.
Las proteínas Notch son receptores muy importantes en el desarrollo del sistema nervioso, en el que esta vía es activada por la expresión de los genes proneurales, y llevan a la inhibición de determinadas células a neuronas.
- Datos: Q1141237